# هیلی (دهانه)
هیلی یک دهانه برخوردی در ماه‌ است.

## دهانه‌های اقماری
این دهانه ۲ دهانه اقماری دارد.
| Healy | عرض جغرافیایی | طول جغرافیایی | قطر          |
| ----- | ------------- | ------------- | ------------ |
| J     | ۳۰.۲° N       | ۱۰۸.۸° W      | ۴۲.۰ کیلومتر |
| N     | ۳۰.۹° N       | ۱۱۰.۸° W      | ۴۲.۰ کیلومتر |